# Тростенское озеро и его окружение
Тростенское озеро и его окружение — государственный природный заказник (комплексный) регионального (областного) значения Московской области, целью которого является сохранение ненарушенных природных комплексов, их компонентов в естественном состоянии; восстановление естественного состояния природных комплексов, нарушенных осушительной мелиорацией прошлых десятилетий, поддержание экологического баланса. Заказник предназначен для:
- сохранения и восстановления природных комплексов;
- сохранения местообитаний редких видов растений и животных.

Заказник основан в 1966 году. Местонахождение: Московская область, Рузский городской округ, к юго-востоку от поселка Брикет, к западу и юго-западу от села Никольское, к северу и северо-востоку от деревни Сафониха сельского поселения Волковского; городской округ Истра, к северу и западу от села Онуфриево сельского поселения Онуфриевского, к югу от деревни Будьково, сельского поселения Ядроминского. Общая площадь заказника составляет 3807,74 га (участок 1 (восточный) — 3625,86 га, участок 2 (западный) — 181,88 га).
Заказник состоит из двух участков, разделённых автодорогой МБК — Никольское — Сафониха. Участок 1 включает следующие территории и акватории: кварталы 24-27, 33-35, 52-54, части кварталов 51 и 64 (к востоку от автодороги МБК — Никольское — Сафониха) и северную часть квартала 65 (к северу от автодороги М-9 «Балтия») Никольского участкового лесничества Истринского лесничества; а также кварталы 75-84, 90-97, 104—109, 115 и западную часть квартала 98 (к западу от автодороги М-9 «Балтия») Румянцевского участка Деньковского участкового лесничества Истринского лесничества; акваторию озера Тростенское, расположенного в окружении этих кварталов; а также участки слабопреобразованных сельскохозяйственных земель (включая леса и болота на этих землях), находящиеся в озерной котловине или примыкающие к ней. Участок 2 включает лесной квартал 63, части кварталов 51 и 64 (к западу от автодороги «МБК — Никольское — Сафониха») Никольского участкового лесничества Истринского лесничества.

## Описание
Заказник располагается в районе южного макросклона Московской возвышенности в её западной части и относится к бассейну реки Москвы, непосредственно к междуречью рек Рузы и Истры. Заказник включает днище древнеозерной котловины с озером Тростенское в центре, с болотами и руслами малых рек, а также примыкающие моренные и моренно-водноледниковые равнины.
Участок 1 заказника включает озеро Тростенское со сплавинными берегами и прилегающими болотами, комплекс которых сформировался в пределах древнеозерной котловины с плоским днищем и четко выраженными бортами. Озеро Тростенское, расположенное в центральной части днища, окружено участками, сложенными торфом на мощном сапропеле, который подстилается глинами озерного генезиса. Древнеозерную котловину на участке 1 окружают занимающие господствующее положение в рельефе участки конечноморенных гряд, вытянутые, в основном, с севера на юг, и отдельные округловершинные моренные холмы. Поверхность холмов и гряд сложена маломощным чехлом покровных суглинков, под которым залегают каменистые суглинистые моренные отложения. Морена подстилается мощной толщей песчаных отложений с линзами валунно-галечникового материала кристаллических и осадочных (известняк) пород и прослоями суглинков. Местами кровля этих отложений залегает близко к поверхности. В своей нижней части указанная толща является водоносной.
Территорию участка 2 заказника занимает волнистая поверхность моренно-водноледниковой равнины и относительно пониженный незначительный фрагмент плоской водноледниковой равнины. Поверхности равнин сложены покровными или водноледниковыми суглинками, подстилаемыми суглинистой мореной. Местами близко к поверхности подходит кровля толщи вышеуказанных песчано-каменистых отложений — моренных и водноледниковых.
Абсолютные высоты в пределах заказника изменяются от 195 метров над уровнем моря (меженный уровень реки Озерны в северо-западной части участка 1) до 250 метров над уровнем моря (вершина моренного холма в северной части участка 1).
В верхних частях склонов моренных холмов и гряд на участке 1 имеются растущие овраги, ниже по склонам переходящие в балки и долины ручьев балочного типа, ещё ниже — в ложбины. На склонах холмов и гряд идут процессы смещения склонового чехла (крип). Оползание проявляется на участках разгрузки грунтовых вод водоносных горизонтов. Вне днища котловины отмечаются современные суффозионные процессы.
В пределах участка 1 образовано значительное количество антропогенных форм рельефа. В днище котловины имеются мелиоративные каналы и канавы, в его северо-западной части (к югу от реки Озерны) сформирован площадной участок, сильно переработанный мелиорацией и добычей торфа. По периферии днища котловины и на её бортах отмечаются небольшие карьеры — самовольные раскопы по добыче торфа, песка, валунов.
Подавляющая часть территории заказника, за исключением северо-восточной оконечности участка 1, относится к бассейну реки Озерны, левого притока реки Рузы. Сток северо-восточной части участка 1 направлен в протекающую к востоку от него реку Молодильню, приток реки Истры второго порядка. Озеро Тростенское, из которого берет начало река Озерна, — крупнейшее озеро западной части Московской области, имеет зеркало открытой воды размером 3,5 × 2,3 км. Абсолютная отметка среднемеженного уреза воды составляет 196 м. Глубины озера — 1—3,5 м. На дне — слой сапропеля, достигающий мощности 9—11 м. Тип питания озера — смешанный, его основу составляют грунтовые воды, снеговой и дождевой сток со склонов прилегающих водосборных поверхностей. В озеро с севера впадает малая река Тростня (Тростна), длина русла которой в пределах заказника составляет около 3,5 км, а с юга — два ручья, берущих начало на моренной равнине. В нижних частях бортов древнеозерной котловины над её днищем и непосредственно в акватории озера разгружаются многочисленные родники.
Река Озерна в своем естественном русле в пределах заказника имеет ширину 2—7 м, глубину — 0,5—1,5 м. В верховьях реки, выше по течению от места стыковки с каналом, проходящим от деревни Городищи в сторону озера Тростенского, современный облик русла Озерны сформирован в результате его искусственного спрямления, расширения и углубления, ниже по течению русло носит естественный характер и свободно меандрирует.
Значимыми элементами искусственной гидрологической сети, сформированной в днище озерной котловины, являются каналы, проложенные от периферийных частей днища в радиальном направлении к озеру. Одним из крупнейших радиальных каналов (шириной около 20 м) является Семенковская протока, проходящая по западной части участка 1 от озера Тростенского в сторону деревни Глиньково. В северо-западной части котловины имеется достаточно сложная сеть мелиоративных каналов и канав шириной от 1 до 15—20 м.
Подчиненное положение рельефа, поверхностный сток с прилегающих территорий, высокий уровень стояния грунтовых вод и их разгрузка предопределяют переувлажнённость природно-территориальных комплексов днища древнеозерной котловины, которые представлены, прежде всего, образовавшимися вокруг озера Тростенского и болотами, черноольховыми и мелколиственными лесами, заболоченными по низинному, реже переходному типу.
На вершинах и верхних частях склонов гряд, холмов, на наклонных равнинах на суглинистых отложениях по всей территории заказника распространены дерново-подзолистые почвы, местами отмечаются агродерново-подзолистые почвы. Для нижних пологих частей склонов, межхолмовых понижений, относительно пониженных слабодренируемых поверхностей равнин или их поверхностей с малыми уклонами характерны дерново-подзолисто-глеевые почвы. На заболоченных территориях днища древнеозерной котловины сформировались преимущественно торфяные эутрофные почвы подтипов типичные (на низинных болотах) и перегнойно-торфяные (под заболоченными ольшаниками). Для участков переходных болот характерно сочетание эутрофных и олиготрофных торфяных почв. Перегнойно-глеевые почвы отмечаются по влажным днищам оврагов и балок.

### Флора и растительность
На территории участка 1 преобладают субнеморальные еловые леса и их производные, заболоченные черноольшаники, низинные и переходные болота, низинные луга, прибрежно-водная растительность. Встречаются также широколиственно-еловые, таёжные еловые леса и их производные, лесокультуры и сероольшаники. На территории участка 2 представлены те же основные типы растительных сообществ, за исключением заболоченных черноольшаников, низинных лугов и прибрежно-водной растительности.
На склонах моренной гряды к востоку и северо-востоку от котловины озера Тростенского имеются участки субнеморальных еловых и осиново-еловых лесов и лесокультур. Кислично-зеленчуковые ельники субнеморального типа и их производные развиты в основном на покровных суглинках моренных и моренно-водноледниковых равнин. В этих лесах преобладают таёжные растения, в древостое отсутствуют широколиственные породы, но постоянны широколиственные кустарники и виды дубравного широкотравья.
Осиново-еловые короткопроизводные жимолостно-лещиновые кислично-зеленчуковые леса с таёжными видами: папоротниками, ожикой, майником, кислицей, дубравным широкотравьем, зелеными таёжными и неморальными мхами встречаются в условиях достаточно высокого плодородия почв и хорошего дренажа.
Осиново-еловые зеленчуково-кисличные сообщества с большим количеством кустарников, особенно лещины и жимолости, с подростом ели, кислично-широкотравные леса с кислицей, живучкой, звездчаткой дубравной, гравилатом речным и неморальными зелеными мхами представляют собой одну из заключительных стадий восстановления коренных лесов. В них много старых, в том числе отмирающих осин, вывороченных с корнем елей.
Еловые лещиновые папоротниково-широкотравные леса представлены на участке 2 и в северо-восточной части участка 1. Среди них преобладают старовозрастные осиново-еловые и еловые лещиновые кислично-папоротниково-широкотравные леса с участием дуба и их производные елово-осиновые. В первом ярусе встречаются крупные дубы, растут береза пушистая и ива козья. В подросте довольно много ели, осины и рябины. Из кустарников доминирует лещина, встречается также жимолость лесная, реже — крушина ломкая и волчеягодник обыкновенный, или волчье лыко. В травяном покрове господствует зеленчук, щитовники мужской, распростёртый и картузианский, кислица, голокучник Линнея, костяника, живучка ползучая, хвощ лесной, звездчатка жестколистная, звездчатка дубравная; встречаются майник двулистный, седмичник европейский, ожика волосистая, осока пальчатая, копытень европейский, скерда болотная, бор развесистый, фиалка удивительная, черника, а в наименее нарушенных сомкнутых лесах — подмаренник трехцветковый, фегоптерис связывающий, двулепестник альпийский, изредка — подлесник европейский, колокольчик широколистный и земляника мускусная.
В этих частях заказника встречаются также участки ельников широкотравных с преобладанием сныти или осоки волосистой, чернично-широкотравных и влажнотравных, а также ельники с березой кислично-папоротниково-черничные с зелеными мхами, осокой пальчатой, ожикой и звездчаткой жестколистной.
На прогалинах в осиново-еловых лесах обычны скерда болотная, незабудка болотная, кочедыжник женский, гравилат городской, овсяница гигантская, фиалка лысая, щучка дернистая, пальчатокоренник Фукса, бодяк разнолистный. Здесь встречается волчеягодник обыкновенный, или волчье лыко, а на прогалинах — купальница европейская. На зарастающих вырубках среди осиново-еловых лесов обильны береза, осина, ольха серая, лещина.
Еловые с ольхой серой папоротниково-хвощево-кислично-широкотравные сообщества с зелеными мхами сходны с субнеморальными кислично-зеленчуковыми лесами, но развиваются в несколько более влажных условиях, поэтому в них больше влаголюбивых видов растений: хвощей лугового и лесного, папоротников — щитовников и кочедыжника женского, осоки лесной, звездчатки дубравной, щучки дернистой, гравилата речного. В производных лесах увеличивается доля мелколиственных пород — березы и осины. Постоянно встречаются рябина и ольха серая, а по краям полей, залежей и лугов формируются длительнопроизводные сероольшаники с березой, осиной и подростом ели папоротниково-хвощево-щучковые. В лесах данной группы очень часто развит подлесок из малины, бузины, а в травостое много копытня, бора развесистого, крапивы, мицелиса, звездчатки дубравной, чистеца лесного и недотроги мелкоцветковой.
Осиново-еловые с кленом, вязом, черемухой и березой старовозрастные сильносомкнутые с подлеском из лещины и жимолости влажнотравно-широкотравные леса произрастают на довольно богатых почвах на склонах к озерной котловине в северной части участка 1. В травостое встречаются сныть, таволга вязолистная, адокса, чистяк, копытень, бор, чина весенняя, яснотка крапчатая, купырь, крапива, борец северный, колокольчик широколистный, пролесник многолетний, ясменник душистый, изредка — шалфей клейкий.
Лесокультуры на территории заказника представлены в основном старовозрастными еловыми, реже — сосново-еловыми лесами с таёжными и сорнолесными видами.
Черноольховые с черемухой и осиной ивняковые широкотравно-влажнотравные леса встречаются изредка в условиях близкого залегания грунтовых вод и наличия внутрипочвенного стока. Травяной покров таких черноольшаников сочетает типичные влаголюбивые виды и умеренно-влаголюбивое широкотравье. Здесь отмечены страусник, хохлатка плотная, пролесник многолетний, чистяк, ветреница лютиковая, гусиный лук жёлтый, изредка, на сырых местах в ольшанике встречается мякотница однолистная.
К юго-западу от озерной котловины участки леса представлены старовозрастными осиново-еловыми лесами с черемухой, кустарниками, таёжным мелкотравьем и влажнотравьем. Эти леса пронизаны системой верховий узких и глубоких оврагов, быстро переходящих ниже в балки с временными водотоками и черемухово-сероольховыми сообществами с хмелем, крапивой, таволгой, селезеночником, чистяком, ясноткой крапчатой, звездчаткой дубравной.
По бровкам оврагов в окрестностях деревни Городище и бровкам склонов котловины озера встречаются узкие полосы дубрав лещиновых снытьево-волосистоосоковых или отдельные старые деревья дуба диаметром до 80 см. Здесь встречаются бересклет бородавчатый, колокольчик широколистный, купена многоцветковая, зеленчук жёлтый, чина лесная, будра плющевидная.
Мелколиственные леса естественного происхождения преимущественно развиты в поймах речек, ручьев, в сырых балках с временными водотоками и образованы ольхой серой, черемухой, вязом гладким, ивами ломкой и белой.
Поймы малых рек и долины ручьев часто заняты влажнотравными сероольшаниками с черемухой, смородиной чёрной и хмелем. В травяном покрове преобладают крапива, мягковолосник, таволга вязолистная, сныть обыкновенная, яснотка крапчатая, чистяк весенний, колокольчик широколистный. Встречаются страусник, бодяк овощной, бутень Прескотта, двукисточник тростниковидный, паслен сладко-горький, будра плющевидная, кочедыжник женский, дудник лесной.
Часто среди ельников и елово-осиновых лесов территории вкраплены небольшие ивняковые осоковые и камышево-осоковые болотца со сфагновыми мхами, хвощем лесным или речным, вербейником обыкновенным, вейником сероватым, вахтой трехлистной, сабельником, тростником и незабудкой болотной, ежеголовником малым. На повышениях среди таких болот растут молодые березы и ели. Среди еловых и елово-осиновых лесов, приуроченных к достаточно приподнятым участкам водораздельных склонов, в вытянутых ложбинах и понижениях развиваются заболоченные березняки осоково-серовейниковые сфагновые с участками низинных сабельниково-осоковых болот.
Переходные болота осоково-пушицево-сфагновые встречаются в основном среди осиново-еловых лесов приводораздельных склонов в северо-восточной части участка 1. Для них характерно развитие мохового покрова из видов родов Сфагнум, Каллиергон, Аулакомниум, а также присутствие осоки волосистоплодной, осоки вздутой, реже — пушицы и осоки сероватой. Местами обильны тростник, вейник сероватый, вахта, белокрыльник болотный, сабельник болотный, кизляк кистецветный, ситник нитевидный.
К юго-востоку от деревни Городище рядом с берегом озера находится относительно обширное переходное ивняково-березковое тростниково-осоково-сфагновое болото. Ива мирзинолистная, или чернеющая и березка приземистая образуют здесь сплошные заросли. Встречаются также ива лопарская, мирт болотный, клюква болотная, хвощ речной, сабельник болотный, вербейник обыкновенный и вахта трехлистная. Из осок преобладает осока волосистоплодная. Кроме сфагновых мхов произрастает редкий вид моховидных растений — томентипнум блестящий.
Небольшие участки вокруг Тростенского озера на границе с окружающими его сероольшаниками и низинными болотами заняты разнотравно-злаковыми суходольными лугами с участием типичных луговых и лугово-лесных видов. Из злаков доминируют вейник наземный, мятлик луговой, полевица тонкая, овсяницы луговая и красная.
Разнотравно-злаковые луга территории заказника представлены обычно красноовсяницево-разнотравными, полевицево-разнотравными и ежово-лугоовсяницево-разнотравными вариантами и отличаются обилием овсяницы красной, тысячелистника, подмаренника мягкого, ежи и одуванчика. Типичны также овсяница луговая, горошек мышиный, манжетка, лютик многоцветковый, василек луговой, клевер луговой и средний, осока опушенная, вероника дубравная, колокольчик раскидистый, одуванчик и нивяник. В понижениях, ложбинах на границе с болотами и ольшаниками они сменяются низинными лугами с преобладанием щучки, овсяницы красной, полевицы, буквицы, сивца лугового, вербейника обыкновенного, лютика ползучего и участием василисника светлого, дудника, осоки опушенной и бледноватой, хвоща полевого, зверобоя пятнистого, чины луговой, валерианы, герани болотной, лапчатки калгана. При заболачивании на этих лугах увеличивается доля щучки, появляются тиселинум болотный, таволга вязолистная, вероника длиннолистная, дербенник иволистный, кипрей волосистый, ситники, бодяк болотный, незабудка болотная, осоки пузырчатая, жёлтая и чёрная, кустарниковые ивы. На подобных заболоченных лугах вокруг котловины озера на северо-западной, западной и юго-западной его окраине встречаются пальчатокоренники балтийский, или длиннолистный, мясо-красный и Фукса, дремлик болотный и тайник яйцевидный.
Берега Тростенского озера заняты преимущественно пушистоберезовыми и черноольхово-пушистоберезовыми заболоченными лесами, участками черноольшаников, низинными осоково-тростниковыми болотами с ивами.
Пушистоберезовые и черноольхово-пушистоберезовые заболоченные леса окружают озеро Тростенское и преобладают в пределах озерной котловины по площади. Доминирует береза пушистая, местами довольно много ольхи клейкой, или чёрной. На приствольных повышениях ольхи встречаются влаголюбивые лесные виды, а между деревьями, где выражены мочажины, преобладают болотные, прибрежно-водные и лугово-лесоболотные виды: таволга вязолистная, вейник сероватый, сабельник, калужница болотная, вахта, хвощ речной, незабудка болотная, осоки высокая, пузырчатая, реже — турча болотная.
Черноольшаники влажнотравные произрастают небольшими участками или полосами. Среди них встречаются как средневозрастные древостои, так и молодняки. Преобладают хвощево-влажнотравные, осоково-влажнотравно-сфагновые и серовейниково-хвощево-сфагновые ассоциации. По насыпным валам, чередующимся с дренажными канавами, произрастают также группы или отдельные деревья ольхи чёрной и серой, березы пушистой и осины, реже ивы козьей и пятитычинковой. Кроме вышеупомянутых видов болотного разнотравья здесь встречаются скерда болотная, ясменник цепкий, мятлик расставленный.
Менее заболочены пушистоберезовые леса с подростом ели серовейниково-влажнотравные зеленомошные. Для них характерно наличие в травяном покрове грушанки круглолистной, фиалки лысой, таволги, крапивы, бодяка болотного, вербейника и валерианы. Имеются обширные заросли березы приземистой. Местами в лесах встречаются заросли свидины, на прогалинах с кустарниковыми ивами и березой приземистой произрастают дремлик болотный и мох томентипнум блестящий.
По берегам озера Тростенского, а также фрагментами среди заболоченных лесов в пределах заказника встречаются небольшие открытые низинные болота. Это хвощево-осоковые, осоково-хвощевые, вейниково-тростниково-осоково-ивняковые сообщества с кустарниковыми ивами и с участием березы пушистой. На таких болотах имеются участки с преобладанием тростника, реже рогоза. Из осок преобладают осоки береговая, пузырчатая, ложносытевидная, дернистая и острая. Из влажнотравья постоянны: вахта, сабельник, частуха, череда трехраздельная, калужница болотная, цикута ядовитая, часто встречается лютик длиннолистный, шлемник обыкновенный, зюзник европейский, вербейник обыкновенный, кипрей болотный, дербенник иволистный, кизляк кистецветный, подмаренник болотный, тиселинум болотный, синюха голубая и мытник болотный.
В небольших заросших спущенных прудах на западном борту озерной котловины на участке 1 в районе деревень Глиньково и Семенково сформировались сформировались осоково-хвощевые, тростниковые, ивняковые влажнотравно-осоковые сообщества.
Наиболее флористически богатыми из них являются ивняковые влажнотравно-осоковые с луговым разнотравьем и редкими видами орхидных: пальчатокоренником длиннолистным или балтийским, дремликом болотным, пальчатокоренником мясокрасным и тайником яйцевидным.
Типичными травянистыми видами растений прибрежной полосы Тростенского озера и дренажных канав являются осоки, хвощ речной, тростник, телиптерис болотный, цикута, зюзник. На заболоченных берегах озера и сплавинах доминирует вахта трехлистная, белокрыльник болотный и хвощ речной. Встречаются заросли двукисточника, ежеголовника, манника плавающего, манника большого и стрелолиста. Изредка отмечается цицания водяная. Здесь обычны лютик длиннолистный, вейник сероватый, дербенник иволистный, частуха подорожниковая, шлемник обыкновенный.
Водная растительность представлена сообществами плавающих и погруженных гидрофитов. В водах озера наиболее часто встречаются различные виды рдестов: сплюснутый, волосовидный, реже — пронзеннолистный. В самой глубокой части озера произрастает рдест блестящий, а в прибрежной части — рдест плавающий. Из погруженных водных растений озера и каналов наиболее массовыми являются роголистник погруженный и элодея канадская, много ряски трехдольной, местами растет уруть мутовчатая. В водах каналов и русле реки Озерны отмечен также лютик расходящийся. На относительно мелководных участках имеются заросли кубышки жёлтой и кувшинки белоснежной, в прибрежной части встречается горец земноводный, камыш озерный. В озере произрастает ежеголовник узколистный. Мелководья заняты, в основном, телорезом, из плавающих видов обычен водокрас лягушачий. По канавам с водой произрастают пузырчатки малая и промежуточная.

### Фауна
На территории заказника обитают 119 видов позвоночных животных, относящихся к 23 отрядам 5 классов, в том числе 10 видов рыб, 5 видов амфибий, 1 вид пресмыкающихся, 80 видов птиц и 23 вида млекопитающих.
Основу фаунистического комплекса наземных позвоночных животных заказника составляют характерные виды лесных местообитаний, а также виды водно-болотных и лугово-полевых местообитаний.
Животный мир обоих участков заказника в целом един и экологически связан. Основу фаунистического комплекса позвоночных животных составляют характерные виды лесных местообитаний, связанные преимущественно с лесами таёжного типа и смешанными лесами. В фауне участка 1 значительную долю в видовом составе занимают представители водно-болотных местообитаний, а также луговые виды. В фауне участка 2 данные группы видов представлены весьма незначительно. Ихтиофауна заказника целиком связана с территорией участка 1, что обусловлено размещением водоемов на территории заказника исключительно в пределах этого участка.
Ихтиофауна территории заказника весьма характерна для крупных подмосковных озёр. Наиболее типичными видами рыб являются: обыкновенная щука, речной окунь, лещ, плотва, золотой и серебряный караси, обыкновенная уклейка, обыкновенный язь, ерш. В озере обитает линь.
Фауна птиц центральной части озерной котловины весьма разнообразна. Заросли тростника и прибрежные сплавины озера служат местом гнездования болотного луня, озерной чайки, речной крачки, тростниковой овсянки, тростниковой камышевки, речного сверчка, кряквы, чирка-трескунка, серого журавля и большой выпи. Здесь же обычны серая цапля, сизая чайка, бекас, чёрный коршун, ястреб-перепелятник. В сезон размножения встречаются кормящиеся белокрылые крачки с птенцами. Среди млекопитающих в тростниковых зарослях и на сплавинах встречаются: американская норка, ондатра, водяная полевка, речной бобр и некоторые другие. Амфибии представлены озерной, прудовой, остромордой и травяной лягушками. На сплавине озера Тростенского встречается редкий вид бабочек червонец непарный.
На полях, низинных и суходольных лугах территории заказника обычны коростель, чибис, бекас, обыкновенный канюк, луговой и болотный луни, пустельга, тетерев, перепел, полевой жаворонок, белая трясогузка, луговой чекан, обыкновенная овсянка, серая славка, коноплянка, щегол, зеленушка, сорокопут-жулан, полевой воробей, скворец, сорока обыкновенная, грач, галка. Среди млекопитающих в этих сообществах встречаются: крот, обыкновенная полёвка, заяц-русак. Пресмыкающиеся представлены здесь живородящей ящерицей. На лугах территории встречается ещё один редкий вид бабочек — махаон. По опушкам территории обитает редкий вид ястребиных птиц — обыкновенный осоед.
Над безлесными пространствами территории заказника кормятся чёрный стриж, городская и деревенская ласточки.
Расположенные в озерной котловине участки сырых лиственных лесов населяют травяная лягушка, вальдшнеп, лесной конёк, соловей, рябинник, белобровик, чёрный дрозд, зарядка, чечевица, иволга, черноголовая славка, пеночка-трещотка, зелёная пеночка, длиннохвостая синица, большая синица, мухоловка-пеструшка.
В примыкающих непосредственно к озерной котловине массивах еловых и елово-лиственных лесов преобладают: обыкновенная кукушка, большой пестрый дятел, зелёный дятел, желна, тетеревятник, клинтух, вяхирь, рябчик, крапивник, сойка, желтоголовый королек, обыкновенный поползень, буроголовая гаичка, обыкновенный еж, лесная куница, европейская косуля, рыжая полевка, белка, волк. В старых ельниках территории заказника встречается кедровка. В старом влажном осиново-еловом лесу, в крайней западной части заказника, встречается редкая бабочка медведица-госпожа.
В лесах разных типов встречаются: зяблик, певчий дрозд, пеночка-весничка, пеночка-теньковка, лось, благородный олень, заяц-беляк. Практически во всех типах местообитаний заказника обитают кабан и обыкновенная лисица.
На участках переходных болот, расположенных внутри этих лесных массивов, держится кулик-черныш, много травяных и остромордых лягушек. По оврагам и долинам рек внутри лесных массивов селится барсук, встречаются горностай и ласка.
На территории заказника находятся места обитания и произрастания сорока одного вида редких и уязвимых животных и растений, в том числе занесенных в Красные книги Российской Федерации и Московской области.

## Объекты особой охраны заказника
Охраняемый природный комплекс — днище древнеозерной котловины с акваторией озера Тростенского и примыкающие склоны с выходами грунтовых вод.
Охраняемые экосистемы: кислично-зеленчуковые, лещиновые папоротниково-широкотравные и чернично-широкотравные субнеморальные ельники, еловые с ольхой серой папоротниково-хвощево-кислично-широкотравные леса, осиново-еловые с кленом, вязом и черемухой старовозрастные кустарниковые влажнотравно-широкотравные леса, черноольховые с черемухой и осиной ивняковые широкотравно-влажнотравные леса, участки дубрав лещиновых снытьево-волосистоосоковых, пушистоберезовые и черноольхово-пушистоберезовые заболоченные леса, черноольшаники влажнотравные, переходные болота осоково-пушицево-сфагновые и ивняково-березковые тростниково-осоково-сфагновые болота, низинные и заболоченные луга с редкими видами орхидных растений, хвощево-осоковые, осоково-хвощевые, вейниково-тростниково-осоково-ивняковые и ивняковые влажнотравно-осоковые низинные болота, прибрежно-водная и водная растительность озера Тростенского.
Места произрастания и обитания охраняемых в Московской области, а также иных редких и уязвимых видов растений и животных, зафиксированных в заказнике, перечисленных ниже.
Охраняемые в Московской области, а также иные редкие и уязвимые виды растений:
- вид, занесенный в Красную книгу Российской Федерации и в Красную книгу Московской области: пальчатокоренник балтийский, или длиннолистный;
- виды, занесенные в Красную книгу Московской области: береза приземистая, шалфей клейкий, дремлик болотный, мякотница однолистная, пузырчатка малая, пузырчатка промежуточная, подлесник европейский, турча болотная, ежеголовник узколистный и томентипнум блестящий;
- виды, являющиеся редкими и уязвимыми таксонами, не внесенные в Красную книгу Московской области, но нуждающиеся на территории области в постоянном контроле и наблюдении: купальница европейская, кувшинка белоснежная, волчеягодник обыкновенный, или волчье лыко, пальчатокоренник Фукса, пальчатокоренник мясо-красный, тайник яйцевидный, земляника мускусная, колокольчик широколистный, синюха голубая и мытник болотный.

Охраняемые в Московской области, а также иные редкие и уязвимые виды животных:
- виды, занесенные в Красную книгу Московской области: махаон, червонец непарный, медведица-госпожа, серый журавль, белокрылая крачка, обыкновенный осоед, чёрный коршун, луговой лунь, зелёный дятел, клинтух и кедровка;
- виды, являющиеся редкими и уязвимыми таксонами, не внесенные в Красную книгу Московской области, но нуждающиеся на территории области в постоянном контроле и наблюдении: линь, большая выпь, пустельга, речная крачка, тростниковая камышевка, тетерев, перепел, барсук, европейская косуля.